# 少報
少報通常是指个人、机构或新闻媒体不報告问题、事件、统计数字或報道的内容低于实际情況的水平或数量。例如故意少報犯罪案件，使得人們很难计算出犯罪的实际发生率。媒體如果出現此種情況則被稱為報道不足。

## 犯罪
美国医学协会於1995年表示，性暴力尤其是强奸的發生率實際上被低估。 个人隱瞞被強姦的經歷的常见原因包括害怕不被人相信、感到不安全和害怕惹上麻烦。人们普遍认为，大多数强奸案都被隱瞞。
谋杀案有时没有被报道。
中国已公開的谋杀率被批评低於實際數字，因为警察的薪水是根据破案率來计算的。 

## 疾病
印度的骨痛熱症實際情況被低估， 中国的脊髓灰质炎和巴基斯坦和马来西亚的残疾人實際人數也是一个问题。在美国，据估计1989年南卡罗来纳州40%的艾滋病病例被漏報。  据估计，截至2021年9月的Covid-19死亡率在印度實際上被低估了6至7倍。

## 人口
中国等国家已公開的人口數字也低於實際水平。